# Copa Sul-Americana de 2019
A Copa Sul-Americana de 2019, oficialmente nomeada CONMEBOL Sul-Americana 2019, foi a 18.ª edição da competição de futebol realizada anualmente pela Confederação Sul-Americana de Futebol (CONMEBOL). Participaram clubes das dez associações sul-americanas.
Em 14 de agosto de 2018 a CONMEBOL definiu que a final da Copa Sul-Americana passaria a ser realizada em jogo único, com a disputa originalmente em Lima, no Peru, em 9 de novembro. Entretanto a capital peruana acabou descartada por problemas organizacionais e a final foi transferida para Assunção, no Paraguai, mantida a mesma data.
O Independiente del Valle sagrou-se campeão continental pela primeira vez na história ao superar o argentino Colón por 3–1. Como vencedor o clube equatoriano teve o direito de disputar a fase de grupos da Copa Libertadores da América de 2020. Além disso, disputou a Recopa Sul-Americana de 2020 contra o vencedor da Copa Libertadores de 2019, o Flamengo.

## Equipes classificadas
| País                  | Equipe                  | Classificação                                                                                                 |
| --------------------- | ----------------------- | --- |
| Argentina · (6 vagas) | Independiente           | Mais bem classificado do Campeonato Argentino 2017–18 não classificado para a Copa Libertadores 2019          |
| Argentina · (6 vagas) | Racing                  | 2º mais bem classificado do Campeonato Argentino 2017–18 não classificado para a Copa Libertadores 2019       |
| Argentina · (6 vagas) | Defensa y Justicia      | 3º mais bem classificado do Campeonato Argentino 2017–18 não classificado para a Copa Libertadores 2019       |
| Argentina · (6 vagas) | Unión de Santa Fe       | 4º mais bem classificado do Campeonato Argentino 2017–18 não classificado para a Copa Libertadores 2019       |
| Argentina · (6 vagas) | Colón                   | 5º mais bem classificado do Campeonato Argentino 2017–18 não classificado para a Copa Libertadores 2019       |
| Argentina · (6 vagas) | Argentinos Juniors      | 6º mais bem classificado do Campeonato Argentino 2017–18 não classificado para a Copa Libertadores 2019       |
| Bolívia · (4 vagas)   | Royal Pari              | Mais bem classificado do Campeonato Boliviano 2017–18 não classificado para a Copa Libertadores 2019          |
| Bolívia · (4 vagas)   | Oriente Petrolero       | 2º mais bem classificado do Campeonato Boliviano 2017–18 não classificado para a Copa Libertadores 2019       |
| Bolívia · (4 vagas)   | Nacional Potosí         | 3º mais bem classificado do Campeonato Boliviano 2017–18 não classificado para a Copa Libertadores 2019       |
| Bolívia · (4 vagas)   | Guabirá                 | Vencedor do play-off para a Sul-Americana do Torneio Apertura 2018                                            |
| Brasil · (6 vagas)    | Botafogo                | Mais bem classificado do Campeonato Brasileiro Série A 2018 não classificado para a Copa Libertadores 2019    |
| Brasil · (6 vagas)    | Santos                  | 2º mais bem classificado do Campeonato Brasileiro Série A 2018 não classificado para a Copa Libertadores 2019 |
| Brasil · (6 vagas)    | Bahia                   | 3º mais bem classificado do Campeonato Brasileiro Série A 2018 não classificado para a Copa Libertadores 2019 |
| Brasil · (6 vagas)    | Fluminense              | 4º mais bem classificado do Campeonato Brasileiro Série A 2018 não classificado para a Copa Libertadores 2019 |
| Brasil · (6 vagas)    | Corinthians             | 5º mais bem classificado do Campeonato Brasileiro Série A 2018 não classificado para a Copa Libertadores 2019 |
| Brasil · (6 vagas)    | Chapecoense             | 6º mais bem classificado do Campeonato Brasileiro Série A 2018 não classificado para a Copa Libertadores 2019 |
| Chile · (4 vagas)     | Antofagasta             | Mais bem colocado do Campeonato Chileno 2018 não classificado para a Copa Libertadores 2019                   |
| Chile · (4 vagas)     | Colo-Colo               | 2° classificado do Campeonato Chileno 2018 não classificado para a Copa Libertadores 2019                     |
| Chile · (4 vagas)     | Unión La Calera         | 3º mais bem classificado do Campeonato Chileno 2018 não classificado para a Copa Libertadores 2019            |
| Chile · (4 vagas)     | Unión Española          | 4º mais bem classificado do Campeonato Chileno 2018 não classificado para a Copa Libertadores 2019            |
| Colômbia · (4 vagas)  | Once Caldas             | Mais bem classificado do Campeonato Colombiano 2018 não classificado para a Copa Libertadores 2019            |
| Colômbia · (4 vagas)  | La Equidad              | 2º mais bem classificado do Campeonato Colombiano 2018 não classificado para a Copa Libertadores 2019         |
| Colômbia · (4 vagas)  | Águilas Doradas         | 3º mais bem classificado do Campeonato Colombiano 2018 não classificado para a Copa Libertadores 2019         |
| Colômbia · (4 vagas)  | Deportivo Cali          | 4º mais bem classificado do Campeonato Colombiano 2018 não classificado para a Copa Libertadores 2019         |
| Equador · (4 vagas)   | Universidad Católica    | Mais bem classificado do Campeonato Equatoriano 2018 não classificado para a Copa Libertadores 2019           |
| Equador · (4 vagas)   | Macará                  | 2º mais bem classificado do Campeonato Equatoriano 2018 não classificado para a Copa Libertadores 2019        |
| Equador · (4 vagas)   | Independiente del Valle | 3º mais bem classificado do Campeonato Equatoriano 2018 não classificado para a Copa Libertadores 2019        |
| Equador · (4 vagas)   | Mushuc Runa             | Vencedor do play-off para a Sul-Americana do Campeonato Equatoriano 2018                                      |
| Paraguai · (4 vagas)  | Sol de América          | Mais bem classificado do Campeonato Paraguaio 2018 não classificado para a Copa Libertadores 2019             |
| Paraguai · (4 vagas)  | Independiente (CG)      | 2º mais bem classificado do Campeonato Paraguaio 2018 não classificado para a Copa Libertadores 2019          |
| Paraguai · (4 vagas)  | Deportivo Santaní       | 3º mais bem classificado do Campeonato Paraguaio 2018 não classificado para a Copa Libertadores 2019          |
| Paraguai · (4 vagas)  | Guaraní                 | Campeão da Copa Paraguai 2018                                                                                 |
| Peru · (4 vagas)      | Deportivo Municipal     | Mais bem classificado do Campeonato Peruano 2018 não classificado para a Copa Libertadores 2019               |
| Peru · (4 vagas)      | Sport Huancayo          | 2º mais bem classificado do Campeonato Peruano 2018 não classificado para a Copa Libertadores 2019            |
| Peru · (4 vagas)      | UTC                     | 3º mais bem classificado do Campeonato Peruano 2018 não classificado para a Copa Libertadores 2019            |
| Peru · (4 vagas)      | Binacional              | 4º mais bem classificado do Campeonato Peruano 2018 não classificado para a Copa Libertadores 2019            |
| Uruguai · (4 vagas)   | Cerro                   | Mais bem classificado do Campeonato Uruguaio 2018 não classificado para a Copa Libertadores 2019              |
| Uruguai · (4 vagas)   | Liverpool               | 2º mais bem classificado do Campeonato Uruguaio 2018 não classificado para a Copa Libertadores 2019           |
| Uruguai · (4 vagas)   | Montevideo Wanderers    | 3º mais bem classificado do Campeonato Uruguaio 2018 não classificado para a Copa Libertadores 2019           |
| Uruguai · (4 vagas)   | River Plate             | 4º mais bem classificado do Campeonato Uruguaio 2018 não classificado para a Copa Libertadores 2019           |
| Venezuela · (4 vagas) | Zulia                   | Campeão da Copa Venezuela 2018                                                                                |
| Venezuela · (4 vagas) | Mineros de Guayana      | Vice-campeão do Torneio Apertura 2018                                                                         |
| Venezuela · (4 vagas) | Monagas                 | Mais bem classificado do Torneio Clausura 2018 não classificado para a Copa Libertadores 2019                 |
| Venezuela · (4 vagas) | Estudiantes de Mérida   | Mais bem classificado do Campeonato Venezuelano 2018 não classificado para a Copa Libertadores 2019           |

Adicionalmente, dez equipes eliminadas da Copa Libertadores da América de 2019 foram transferidas para a Copa Sul-Americana, entrando a partir da segunda fase.
| Melhores equipes eliminadas na terceira fase |
| -------------------------------------------- |
| Atlético Nacional                            |
| Caracas                                      |
| Equipes terceiro colocadas na fase de grupos |
| Palestino                                    |
| Deportivo Lara                               |
| Sporting Cristal                             |
| Peñarol                                      |
| Atlético Mineiro                             |
| Melgar                                       |
| Deportes Tolima                              |
| Universidad Católica                         |

## Calendário

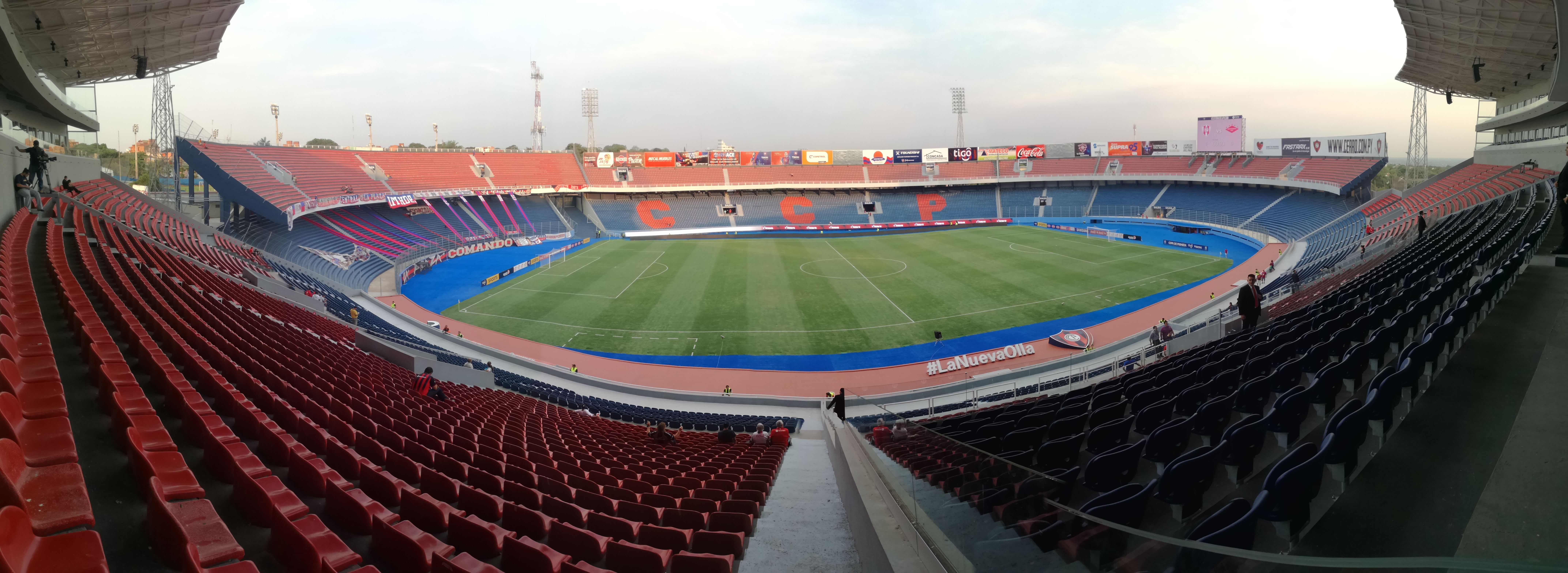
O Estádio General Pablo Rojas, em Assunção, Paraguai, foi o palco da grande final.

O calendário de cada fase foi divulgado em 16 de agosto de 2018 e compreende as seguintes datas:
| Fase             | Ida                                                       | Volta                                                     |
| ---------------- | --------------------------------------------------------- | --------------------------------------------------------- |
| Primeira fase    | 5 de fevereiro a 8 de maio                                | 5 de fevereiro a 8 de maio                                |
| Segunda fase     | 21 a 23 de maio                                           | 28 a 30 de maio                                           |
| Oitavas de final | 23 a 25 de julho                                          | 30 de julho a 1 de agosto                                 |
| Quartas de final | 20 a 22 de agosto                                         | 27 a 29 de agosto                                         |
| Semifinais       | 18 e 19 de setembro                                       | 25 e 26 de setembro                                       |
| Final            | 9 de novembro no Estádio General Pablo Rojas, em Assunção | 9 de novembro no Estádio General Pablo Rojas, em Assunção |

## Sorteio
O sorteio que determinou os cruzamentos da primeira fase da Copa Sul-Americana foi realizado em 17 de dezembro de 2018, no Centro de Convenções da CONMEBOL localizado em Luque, no Paraguai.
A distribuição das equipes através dos potes seguiu um critério geográfico, sendo que no pote 1 se encontraram as equipes da "zona sul" (Argentina, Bolívia, Chile, Paraguai e Uruguai) e no pote 2 as equipes da "zona norte" (Brasil, Colômbia, Equador, Peru e Venezuela):
|               | Pote 1 | Pote 1 | Pote 2 | Pote 2 |
| ------------- | --- | --- | --- | --- |
| Primeira fase | - Independiente - Racing - Defensa y Justicia - Unión de Santa Fe - Colón - Argentinos Juniors - Royal Pari[a] - Oriente Petrolero[a] - Nacional Potosí[a] - Guabirá - Antofagasta - Colo-Colo - Unión La Calera - Unión Española - Sol de América - Deportivo Santaní - Independiente (CG) - Guaraní - Cerro - Liverpool - Montevideo Wanderers - River Plate | - Independiente - Racing - Defensa y Justicia - Unión de Santa Fe - Colón - Argentinos Juniors - Royal Pari[a] - Oriente Petrolero[a] - Nacional Potosí[a] - Guabirá - Antofagasta - Colo-Colo - Unión La Calera - Unión Española - Sol de América - Deportivo Santaní - Independiente (CG) - Guaraní - Cerro - Liverpool - Montevideo Wanderers - River Plate | - Botafogo - Santos - Bahia - Fluminense - Corinthians - Chapecoense - Once Caldas - La Equidad - Águilas Doradas - Deportivo Cali - Universidad Católica - Macará - Independiente del Valle - Mushuc Runa - Deportivo Municipal - Sport Huancayo - UTC - Binacional - Zulia - Mineros de Guayana - Monagas - Estudiantes de Mérida | - Botafogo - Santos - Bahia - Fluminense - Corinthians - Chapecoense - Once Caldas - La Equidad - Águilas Doradas - Deportivo Cali - Universidad Católica - Macará - Independiente del Valle - Mushuc Runa - Deportivo Municipal - Sport Huancayo - UTC - Binacional - Zulia - Mineros de Guayana - Monagas - Estudiantes de Mérida |

a. ^ Não definido no momento do sorteio.
Para a segunda fase, onde entraram as equipes transferidas da Copa Libertadores da América de 2019, foi realizado um novo sorteio em 13 de maio de 2019, após a conclusão da primeira fase, também em Luque.

## Primeira fase
A primeira fase foi disputada por 44 equipes, em partidas eliminatórias em ida e volta. Em caso de empate no placar agregado, a regra do gol fora de casa seria considerada e, persistindo a igualdade, a vaga seria definida na disputa por pênaltis.
| Chave | Equipe 1             | Total       | Equipe 2                | Ida | Volta |
| ----- | -------------------- | ----------- | ----------------------- | --- | ----- |
| E1    | Montevideo Wanderers | 3–1         | Sport Huancayo          | 2–0 | 1–1   |
| E2    | Bahia                | 0–1         | Liverpool               | 0–1 | 0–0   |
| E3    | Independiente        | 6–2         | Binacional              | 4–1 | 2–1   |
| E4    | Águilas Doradas      | 2–2 (3–0 p) | Oriente Petrolero       | 1–1 | 1–1   |
| E5    | Argentinos Juniors   | 2–1         | Estudiantes de Mérida   | 2–0 | 0–1   |
| E6    | Deportivo Municipal  | 0–5         | Colón                   | 0–3 | 0–2   |
| E7    | Unión Española       | 2–2 (6–5 p) | Mushuc Runa             | 1–1 | 1–1   |
| E8    | UTC                  | 2–4         | Cerro                   | 1–1 | 1–3   |
| E9    | Deportivo Santaní    | 3–1         | Once Caldas             | 1–1 | 2–0   |
| E10   | Universidad Católica | 1–1 (3–0 p) | Colo-Colo               | 0–1 | 1–0   |
| E11   | River Plate          | 1–1 (gf)    | Santos                  | 0–0 | 1–1   |
| E12   | Macará               | 5–1         | Guabirá                 | 2–1 | 3–0   |
| E13   | Royal Pari           | 3–3 (4–2 p) | Monagas                 | 2–1 | 1–2   |
| E14   | Mineros de Guayana   | 1–1 (3–4 p) | Sol de América          | 1–0 | 0–1   |
| E15   | Unión La Calera      | 1–1 (gf)    | Chapecoense             | 0–0 | 1–1   |
| E16   | Deportivo Cali       | 1–1 (4–1 p) | Guaraní                 | 1–0 | 0–1   |
| E17   | Nacional Potosí      | 1–1 (0–2 p) | Zulia                   | 0–1 | 1–0   |
| E18   | Corinthians          | 2–2 (5–4 p) | Racing                  | 1–1 | 1–1   |
| E19   | Independiente (CG)   | 0–0 (3–4 p) | La Equidad              | 0–0 | 0–0   |
| E20   | Fluminense           | 2–1         | Antofagasta             | 0–0 | 2–1   |
| E21   | Unión de Santa Fe    | 2–2 (2–4 p) | Independiente del Valle | 2–0 | 0–2   |
| E22   | Botafogo             | 4–0         | Defensa y Justicia      | 1–0 | 3–0   |

## Segunda fase
A segunda fase foi disputada pelas 22 equipes classificadas da fase anterior mais as dez equipes transferidas da Copa Libertadores, em partidas eliminatórias em ida e volta. Em caso de empate no placar agregado, a regra do gol fora de casa seria considerada e, persistindo a igualdade, a vaga seria definida na disputa por pênaltis.
Equipes classificadas
Equipes classificadas da primeira fase
| - Montevideo Wanderers - Liverpool - Independiente - Águilas Doradas - Argentinos Juniors - Colón | - Unión Española - Cerro - Deportivo Santaní - Universidad Católica - River Plate - Macará | - Royal Pari - Sol de América - Unión La Calera - Deportivo Cali - Zulia - Corinthians | - La Equidad - Fluminense - Independiente del Valle - Botafogo |

Melhores equipes eliminadas na terceira fase da Copa Libertadores da América de 2019
| - Atlético Nacional - Caracas |

Equipes terceiro colocadas na fase de grupos da Copa Libertadores da América de 2019
| - Palestino - Deportivo Lara | - Sporting Cristal - Peñarol | - Atlético Mineiro - Melgar | - Deportes Tolima - Universidad Católica |

| Chave | Equipe 1                | Total       | Equipe 2             | Ida | Volta |
| ----- | ----------------------- | ----------- | -------------------- | --- | ----- |
| O1    | La Equidad              | 4–1         | Deportivo Santaní    | 2–0 | 2–1   |
| O2    | Independiente del Valle | 7–3         | Universidad Católica | 5–0 | 2–3   |
| O3    | Fluminense              | 4–2         | Atlético Nacional    | 4–1 | 0–1   |
| O4    | Unión Española          | 0–6         | Sporting Cristal     | 0–3 | 0–3   |
| O5    | Argentinos Juniors      | 1–0         | Deportes Tolima      | 1–0 | 0–0   |
| O6    | Montevideo Wanderers    | 1–0         | Cerro                | 0–0 | 1–0   |
| O7    | Universidad Católica    | 6–0         | Melgar               | 6–0 | 0–0   |
| O8    | Unión La Calera         | 1–1 (0–3 p) | Atlético Mineiro     | 1–0 | 0–1   |
| O9    | Sol de América          | 0–5         | Botafogo             | 0–1 | 0–4   |
| O10   | Águilas Doradas         | 3–4         | Independiente        | 3–2 | 0–2   |
| O11   | Corinthians             | 4–0         | Deportivo Lara       | 2–0 | 2–0   |
| O12   | River Plate             | 1–3         | Colón                | 0–0 | 1–3   |
| O13   | Zulia                   | 3–1         | Palestino            | 2–1 | 1–0   |
| O14   | Deportivo Cali          | 1–3         | Peñarol              | 1–1 | 0–2   |
| O15   | Liverpool               | 1–2         | Caracas              | 1–0 | 0–2   |
| O16   | Royal Pari              | 3–3 (gf)    | Macará               | 1–0 | 2–3   |

## Fase final
Os cruzamentos da fase final estavam pré-determinados, com a equipe definida como "O1" enfrentado a "O16", "O2" contra "O15", e assim sucessivamente, de acordo com o sorteio da segunda fase.

### Esquema
Os times que estão na parte superior do confronto possuem o mando de campo no primeiro jogo e em negrito os times classificados.
|  | Oitavas de final         | Oitavas de final             | Oitavas de final         | Oitavas de final         |       |                  | Quartas de final | Quartas de final | Quartas de final | Quartas de final |  |             | Semifinais          | Semifinais          | Semifinais          | Semifinais          |                         |   | Final         | Final         |
|  | 9 de julho a 1 de agosto | 9 de julho a 1 de agosto     | 9 de julho a 1 de agosto | 9 de julho a 1 de agosto |       |                  | 6 a 29 de agosto | 6 a 29 de agosto | 6 a 29 de agosto | 6 a 29 de agosto |  |             | 18 a 26 de setembro | 18 a 26 de setembro | 18 a 26 de setembro | 18 a 26 de setembro |                         |   | 9 de novembro | 9 de novembro |
|  |                          |                              |                          |                          |       |                  |                  |                  |                  |                  |  |             |                     |                     |                     |                     |                         |   |               |               |
|  | Corinthians              | 2                            | 2                        | 4                        |       |                  |                  |                  |                  |                  |  |             |                     |                     |                     |                     |                         |   |               |               |
|  | Montevideo Wanderers     | 0                            | 1                        | 1                        |       |                  |                  |                  |                  |                  |  |             |                     |                     |                     |                     |                         |   |               |               |
|  | Montevideo Wanderers     | 0                            | 1                        | 1                        |       | Corinthians (gf) | 0                | 1                | 1                |                  |  |             |                     |                     |                     |                     |                         |   |               |               |
|  |                          |                              |                          |                          |       | Corinthians (gf) | 0                | 1                | 1                |                  |  |             |                     |                     |                     |                     |                         |   |               |               |
|  |                          | Fluminense                   | 0                        | 1                        | 1     |                  |                  |                  |                  |                  |  |             |                     |                     |                     |                     |                         |   |               |               |
|  | Peñarol                  | Fluminense                   | 0                        | 1                        | 1     | 1                | 1                | 2                |                  |                  |  |             |                     |                     |                     |                     |                         |   |               |               |
|  | Peñarol                  |                              |                          |                          |       | 1                | 1                | 2                |                  |                  |  |             |                     |                     |                     |                     |                         |   |               |               |
|  | Fluminense               | 2                            | 3                        | 5                        |       |                  |                  |                  |                  |                  |  |             |                     |                     |                     |                     |                         |   |               |               |
|  | Fluminense               | 2                            | 3                        | 5                        |       |                  |                  |                  |                  |                  |  | Corinthians | 0                   | 2                   | 2                   |                     |                         |   |               |               |
|  |                          |                              |                          |                          |       |                  |                  |                  |                  |                  |  | Corinthians | 0                   | 2                   | 2                   |                     |                         |   |               |               |
|  |                          | Independiente del Valle      | 2                        | 2                        | 4     |                  |                  |                  |                  |                  |  |             |                     |                     |                     |                     |                         |   |               |               |
|  | Independiente (gf)       | Independiente del Valle      | 2                        | 2                        | 4     | 1                | 2                | 3                |                  |                  |  |             |                     |                     |                     |                     |                         |   |               |               |
|  | Independiente (gf)       |                              |                          |                          |       | 1                | 2                | 3                |                  |                  |  |             |                     |                     |                     |                     |                         |   |               |               |
|  | Universidad Católica     | 0                            | 3                        | 3                        |       |                  |                  |                  |                  |                  |  |             |                     |                     |                     |                     |                         |   |               |               |
|  | Universidad Católica     | 0                            | 3                        | 3                        |       | Independiente    | 2                | 0                | 2                |                  |  |             |                     |                     |                     |                     |                         |   |               |               |
|  |                          |                              |                          |                          |       | Independiente    | 2                | 0                | 2                |                  |  |             |                     |                     |                     |                     |                         |   |               |               |
|  |                          | Independiente del Valle (gf) | 1                        | 1                        | 2     |                  |                  |                  |                  |                  |  |             |                     |                     |                     |                     |                         |   |               |               |
|  | Caracas                  | Independiente del Valle (gf) | 1                        | 1                        | 2     | 0                | 0                | 0                |                  |                  |  |             |                     |                     |                     |                     |                         |   |               |               |
|  | Caracas                  |                              |                          |                          |       | 0                | 0                | 0                |                  |                  |  |             |                     |                     |                     |                     |                         |   |               |               |
|  | Independiente del Valle  | 0                            | 2                        | 2                        |       |                  |                  |                  |                  |                  |  |             |                     |                     |                     |                     |                         |   |               |               |
|  | Independiente del Valle  | 0                            | 2                        | 2                        |       |                  |                  |                  |                  |                  |  |             |                     |                     |                     |                     | Independiente del Valle | 3 |               |               |
|  |                          |                              |                          |                          |       |                  |                  |                  |                  |                  |  |             |                     |                     |                     |                     |                         | 3 |               |               |
|  |                          | Colón                        | 1                        |                          |       |                  |                  |                  |                  |                  |  |             |                     |                     |                     |                     |                         |   |               |               |
|  | Zulia (gf)               | Colón                        | 1                        | 1                        | 2     | 3                |                  |                  |                  |                  |  |             |                     |                     |                     |                     |                         |   |               |               |
|  | Zulia (gf)               |                              |                          | 1                        | 2     | 3                |                  |                  |                  |                  |  |             |                     |                     |                     |                     |                         |   |               |               |
|  | Sporting Cristal         | 0                            | 3                        | 3                        |       |                  |                  |                  |                  |                  |  |             |                     |                     |                     |                     |                         |   |               |               |
|  | Sporting Cristal         | 0                            | 3                        | 3                        |       | Zulia            | 1                | 0                | 1                |                  |  |             |                     |                     |                     |                     |                         |   |               |               |
|  |                          |                              |                          |                          |       | Zulia            | 1                | 0                | 1                |                  |  |             |                     |                     |                     |                     |                         |   |               |               |
|  |                          | Colón                        | 0                        | 4                        | 4     |                  |                  |                  |                  |                  |  |             |                     |                     |                     |                     |                         |   |               |               |
|  | Colón (pen)              | Colón                        | 0                        | 4                        | 4     | 0                | 1                | 1 (4)            |                  |                  |  |             |                     |                     |                     |                     |                         |   |               |               |
|  | Colón (pen)              |                              |                          |                          |       | 0                | 1                | 1 (4)            |                  |                  |  |             |                     |                     |                     |                     |                         |   |               |               |
|  | Argentinos Juniors       | 1                            | 0                        | 1 (3)                    |       |                  |                  |                  |                  |                  |  |             |                     |                     |                     |                     |                         |   |               |               |
|  | Argentinos Juniors       | 1                            | 0                        | 1 (3)                    |       |                  |                  |                  |                  |                  |  | Colón (pen) | 2                   | 1                   | 3 (4)               |                     |                         |   |               |               |
|  |                          |                              |                          |                          |       |                  |                  |                  |                  |                  |  | Colón (pen) | 2                   | 1                   | 3 (4)               |                     |                         |   |               |               |
|  |                          | Atlético Mineiro             | 1                        | 2                        | 3 (3) |                  |                  |                  |                  |                  |  |             |                     |                     |                     |                     |                         |   |               |               |
|  | Botafogo                 | Atlético Mineiro             | 1                        | 2                        | 3 (3) | 0                | 0                | 0                |                  |                  |  |             |                     |                     |                     |                     |                         |   |               |               |
|  | Botafogo                 |                              |                          |                          |       | 0                | 0                | 0                |                  |                  |  |             |                     |                     |                     |                     |                         |   |               |               |
|  | Atlético Mineiro         | 1                            | 2                        | 3                        |       |                  |                  |                  |                  |                  |  |             |                     |                     |                     |                     |                         |   |               |               |
|  | Atlético Mineiro         | 1                            | 2                        | 3                        |       | Atlético Mineiro | 2                | 3                | 5                |                  |  |             |                     |                     |                     |                     |                         |   |               |               |
|  |                          |                              |                          |                          |       | Atlético Mineiro | 2                | 3                | 5                |                  |  |             |                     |                     |                     |                     |                         |   |               |               |
|  |                          | La Equidad                   | 1                        | 1                        | 2     |                  |                  |                  |                  |                  |  |             |                     |                     |                     |                     |                         |   |               |               |
|  | Royal Pari               | La Equidad                   | 1                        | 1                        | 2     | 1                | 1                | 2                |                  |                  |  |             |                     |                     |                     |                     |                         |   |               |               |
|  | Royal Pari               |                              |                          |                          |       | 1                | 1                | 2                |                  |                  |  |             |                     |                     |                     |                     |                         |   |               |               |
|  | La Equidad               | 2                            | 2                        | 4                        |       |                  |                  |                  |                  |                  |  |             |                     |                     |                     |                     |                         |   |               |               |

### Final
| 9 de novembro | Independiente del Valle               | 3 – 1     | Colón       | Estádio General Pablo Rojas, Assunção                          |
| 17:30 (UTC−3) | León 24' · Sánchez 41' · Dájome 90+5' | Relatório | Olivera 88' | Público: ≅40 000[carece de fontes?] Árbitro: BRA Raphael Claus |

## Premiação
| Copa Sul-Americana de 2019                  |
| Equador                                     |
| ------------------------------------------- |
| Independiente del Valle Campeão (1° título) |

## Estatísticas
| Jogador               | Equipe                  | Gols |
| --------------------- | ----------------------- | ---- |
| Silvio Romero         | Independiente           | 5    |
| Alejandro Cabeza      | Independiente del Valle | 4    |
| Brayan Moya           | Zulia                   | 4    |
| Cristian Dájome       | Independiente del Valle | 4    |
| Erik                  | Botafogo                | 4    |
| Luis Miguel Rodríguez | Colón                   | 4    |
| Vágner Love           | Corinthians             | 4    |

| Jogador               | Equipe                  | Assis. |
| --------------------- | ----------------------- | ------ |
| Alejandro Cabeza      | Independiente del Valle | 4      |
| Cristian Pellerano    | Independiente del Valle | 4      |
| Luis Miguel Rodríguez | Colón                   | 4      |
| Armando Vargas        | La Equidad              | 3      |
| Omar Siles            | Royal Pari              | 3      |
| Yony González         | Fluminense              | 3      |

## Classificação geral
Oficialmente a CONMEBOL não reconhece uma classificação geral de participantes na Copa Sul-Americana. A tabela a seguir classifica as equipes de acordo com a fase alcançada e considerando os critérios de desempate.
| Classificação final             | Classificação final     | Classificação final | Classificação final | Classificação final | Classificação final | Classificação final | Classificação final | Classificação final | Classificação final | Classificação final | Classificação final |
| Pos.                            | Times                   | P                   | J                   | V                   | E                   | D                   | GP                  | GC                  | SG                  |                     |                     |
| ------------------------------- | ----------------------- | ------------------- | ------------------- | ------------------- | ------------------- | ------------------- | ------------------- | ------------------- | ------------------- | ------------------- | ------------------- |
| Campeão                         |                         |                     |                     |                     |                     |                     |                     |                     |                     |                     |                     |
| 1                               | Independiente del Valle | 20                  | 11                  | 6                   | 2                   | 3                   | 20                  | 10                  | +10                 |                     |                     |
| Vice-campeão                    |                         |                     |                     |                     |                     |                     |                     |                     |                     |                     |                     |
| 2                               | Colón                   | 19                  | 11                  | 6                   | 1                   | 4                   | 17                  | 9                   | +8                  |                     |                     |
| Eliminados nas semifinais       |                         |                     |                     |                     |                     |                     |                     |                     |                     |                     |                     |
| 3                               | Atlético Mineiro        | 18                  | 8                   | 6                   | 0                   | 2                   | 12                  | 6                   | +6                  |                     |                     |
| 4                               | Corinthians             | 17                  | 10                  | 4                   | 5                   | 1                   | 13                  | 8                   | +5                  |                     |                     |
| Eliminados nas quartas de final |                         |                     |                     |                     |                     |                     |                     |                     |                     |                     |                     |
| 5                               | Fluminense              | 15                  | 8                   | 4                   | 3                   | 1                   | 12                  | 6                   | +6                  |                     |                     |
| 6                               | Independiente           | 15                  | 8                   | 5                   | 0                   | 3                   | 15                  | 10                  | +5                  |                     |                     |
| 7                               | Zulia                   | 15                  | 8                   | 5                   | 0                   | 3                   | 8                   | 9                   | –1                  |                     |                     |
| 8                               | La Equidad              | 14                  | 8                   | 4                   | 2                   | 2                   | 10                  | 8                   | +2                  |                     |                     |
| Eliminados nas oitavas de final |                         |                     |                     |                     |                     |                     |                     |                     |                     |                     |                     |
| 9                               | Botafogo                | 12                  | 6                   | 4                   | 0                   | 2                   | 9                   | 3                   | +6                  |                     |                     |
| 10                              | Universidad Católica    | 10                  | 6                   | 3                   | 1                   | 2                   | 10                  | 4                   | +6                  |                     |                     |
| 11                              | Argentinos Juniors      | 10                  | 6                   | 3                   | 1                   | 2                   | 5                   | 2                   | +3                  |                     |                     |
| 12                              | Sporting Cristal        | 9                   | 4                   | 3                   | 0                   | 1                   | 9                   | 3                   | +6                  |                     |                     |
| 13                              | Montevideo Wanderers    | 8                   | 6                   | 2                   | 2                   | 2                   | 5                   | 5                   | 0                   |                     |                     |
| 14                              | Royal Pari              | 6                   | 6                   | 2                   | 0                   | 4                   | 8                   | 10                  | –2                  |                     |                     |
| 15                              | Peñarol                 | 4                   | 4                   | 1                   | 1                   | 2                   | 5                   | 6                   | –1                  |                     |                     |
| 16                              | Caracas                 | 4                   | 4                   | 1                   | 1                   | 2                   | 2                   | 3                   | –1                  |                     |                     |
| Eliminados na segunda fase      |                         |                     |                     |                     |                     |                     |                     |                     |                     |                     |                     |
| Pos.                            | Times                   | P                   | J                   | V                   | E                   | D                   | GP                  | GC                  | SG                  |                     |                     |
| 17                              | Macará                  | 9                   | 4                   | 3                   | 0                   | 1                   | 8                   | 4                   | +4                  |                     |                     |
| 18                              | Liverpool               | 7                   | 4                   | 2                   | 1                   | 1                   | 2                   | 2                   | 0                   |                     |                     |
| 19                              | Cerro                   | 5                   | 4                   | 1                   | 2                   | 1                   | 4                   | 3                   | +1                  |                     |                     |
| 20                              | Unión La Calera         | 5                   | 4                   | 1                   | 2                   | 1                   | 2                   | 2                   | 0                   |                     |                     |
| 21                              | Águilas Doradas         | 5                   | 4                   | 1                   | 2                   | 1                   | 5                   | 6                   | –1                  |                     |                     |
| 22                              | Deportivo Santaní       | 4                   | 4                   | 1                   | 1                   | 2                   | 4                   | 5                   | –1                  |                     |                     |
| 23                              | Deportivo Cali          | 4                   | 4                   | 1                   | 1                   | 2                   | 2                   | 4                   | –2                  |                     |                     |
| 24                              | River Plate             | 3                   | 4                   | 0                   | 3                   | 1                   | 2                   | 4                   | –2                  |                     |                     |

| Eliminados na segunda fase  |                       |   |   |   |   |   |    |    |    |
| Pos.                        | Times                 | P | J | V | E | D | GP | GC | SG |
| 25                          | Atlético Nacional     | 3 | 2 | 1 | 0 | 1 | 2  | 4  | –2 |
| 26                          | Universidad Católica  | 3 | 2 | 1 | 0 | 1 | 3  | 7  | –4 |
| 27                          | Sol de América        | 3 | 4 | 1 | 0 | 3 | 1  | 6  | –5 |
| 28                          | Unión Española        | 2 | 4 | 0 | 2 | 2 | 2  | 8  | –6 |
| 29                          | Deportes Tolima       | 1 | 2 | 0 | 1 | 1 | 0  | 1  | –1 |
| 30                          | Melgar                | 1 | 2 | 0 | 1 | 1 | 0  | 6  | –6 |
| 31                          | Palestino             | 0 | 2 | 0 | 0 | 2 | 1  | 3  | –2 |
| 32                          | Deportivo Lara        | 0 | 2 | 0 | 0 | 2 | 0  | 4  | –4 |
| Eliminados na primeira fase |                       |   |   |   |   |   |    |    |    |
| 33                          | Monagas               | 3 | 2 | 1 | 0 | 1 | 3  | 3  | 0  |
| 34                          | Unión de Santa Fe     | 3 | 2 | 1 | 0 | 1 | 2  | 2  | 0  |
| 35                          | Colo-Colo             | 3 | 2 | 1 | 0 | 1 | 1  | 1  | 0  |
| 36                          | Nacional Potosí       | 3 | 2 | 1 | 0 | 1 | 1  | 1  | 0  |
| 37                          | Guaraní               | 3 | 2 | 1 | 0 | 1 | 1  | 1  | 0  |
| 38                          | Mineros de Guayana    | 3 | 2 | 1 | 0 | 1 | 1  | 1  | 0  |
| 39                          | Estudiantes de Mérida | 3 | 2 | 1 | 0 | 1 | 1  | 2  | –1 |
| 40                          | Racing                | 2 | 2 | 0 | 2 | 0 | 2  | 2  | 0  |
| 41                          | Oriente Petrolero     | 2 | 2 | 0 | 2 | 0 | 2  | 2  | 0  |
| 42                          | Mushuc Runa           | 2 | 2 | 0 | 2 | 0 | 2  | 2  | 0  |
| 43                          | Santos                | 2 | 2 | 0 | 2 | 0 | 1  | 1  | 0  |
| 44                          | Chapecoense           | 2 | 2 | 0 | 2 | 0 | 1  | 1  | 0  |
| 45                          | Independiente (CG)    | 2 | 2 | 0 | 2 | 0 | 0  | 0  | 0  |
| 46                          | Antofagasta           | 1 | 2 | 0 | 1 | 1 | 1  | 2  | –1 |
| 47                          | Bahia                 | 1 | 2 | 0 | 1 | 1 | 0  | 1  | –1 |
| 48                          | UTC                   | 1 | 2 | 0 | 1 | 1 | 2  | 4  | –2 |
| 49                          | Once Caldas           | 1 | 2 | 0 | 1 | 1 | 1  | 3  | –2 |
| 50                          | Sport Huancayo        | 1 | 2 | 0 | 1 | 1 | 1  | 3  | –2 |
| 51                          | Binacional            | 0 | 2 | 0 | 0 | 2 | 2  | 6  | –4 |
| 52                          | Guabirá               | 0 | 2 | 0 | 0 | 2 | 1  | 5  | –4 |
| 53                          | Defensa y Justicia    | 0 | 2 | 0 | 0 | 2 | 0  | 4  | –4 |
| 54                          | Deportivo Municipal   | 0 | 2 | 0 | 0 | 2 | 0  | 5  | –5 |